# Ilhas Marshall nos Jogos Olímpicos
As Ilhas Marshall competiram em duas edições dos Jogos Olímpicos. Eles competiram primeiro nos Jogos Olímpicos de Verão de 2012, e também competiram nos Jogos Olímpicos de Inverno de 2010.
O país ainda não ganhou nenhuma medalha olímpica.